# Transcendentalism
Transcendentalism var en amerikansk litterär och filosofisk rörelse som hade sin storhetstid mellan åren 1836 och 1860 med centrum i Bostonområdet, speciellt i den lilla staden Concord. 
Med bland andra Ralph Waldo Emerson, Henry David Thoreau, Margaret Fuller och Walt Whitman som gruppmedlemmar skapade transcendentalisterna en idealistisk och individualistisk strömning som fick stor betydelse för eftervärlden. Tron på individen och korrespondensen mellan Gud och människa, natur och ande utvecklades i verk som Emersons Nature (1836) och i tidskriften The Dial (1840–44). Transcendentalisterna genomförde också sociala experiment som Brook Farm-projektet.
Landskapsarkitekten Frederick Law Olmsted var starkt inspirerad av rörelsen och klassificerades som ” transcendentalist engineer”.